# Juan Maldonado (conquistador)
Pour les articles homonymes, voir Juan Maldonado (homonymie) et Maldonado.
Juan Maldonado, de son nom de naissance Juan Maldonado y Ordoñez de Villaquirán est un conquistador, explorateur, et militaire espagnol, né à El Barco de Ávila (Espagne) en 1525 et mort à Pamplona (Colombie) en 1572.

## Biographie
Il est le second fils de Rodrigo Maldonado, troisième seigneur de Linejo y Torrecilla et de la Zamorane Beatriz Ordóñez de Villaquirán. Il passe son enfance dans la demeure familiale, calle de los Caldederos (ou cal de Caldereros) à Salamanque et fréquente l'église paroissiale de San Cristóbal, vocable dont il baptisera la ville qu'il fondera plut tard au Venezuela, San Cristóbal. D'autres éléments le lient à sa ville d'origine : la marque au fer du bétail consigné dans les registres la ville de Pamplona en Colombie représente deux « C » entrelacés, pour Cal de Caldereros, la rue où se trouve la demeure familiale des Maldonano en Espagne. 
À l'âge de quinze ans, alors qu'il en déclare trente, il part pour les Amériques, et l'année suivante, alors qu'il en déclare 18, il arrive à Santa Fé de Bogota avec Lope Montalvo de Lugo y Solís ainsi qu'avec Rodríguez Suárez, originaire d'Extremadure, où il reste 7 années, durant lesquelles il se forme aux techniques militaires et approfondit ses connaissances en littérature.
En 1559, il obtient des pouvoirs spéciaux de l'Audience de Santa Fé de Bogota pour arrêter le capitaine espagnol Juan Rodríguez Suárez qui a fondé illégalement la ville de Mérida dans les Andes vénézuéliennes, nommée en l'honneur de sa ville d'origine, Mérida en Espagne. Cette mission accomplie, il déplace la ville, initialement fondée sur le site de  San Juan de Lagunillas, sur le site actuel et la rebaptise Santiago de Los Caballeros de Merida. Le 31 mars 1561, il fonde la ville de San Cristóbal, aujourd'hui capitale de l'État de Táchira au Venezuela. 
Il épouse María Velázquez de Velasco y Montalvo, fille du cofondateur de Pamplona, le capitaine Ortún Velázquez de Velasco. Il a deux enfants métis, Magdalena Maldonado et Luis Maldonado qui atteindra le grade de capitaine.
Juan Maldonado meurt à Pamplona (aujourd'hui en Colombie) en 1572, et conformément à ses dernières volontés, il est inhumé dans un caveau de la cathédrale de cette ville.

## Sources
- (es) Cet article est partiellement ou en totalité issu de l’article de Wikipédia en espagnol intitulé « Juan Maldonado (conquistador) » (voir la liste des auteurs).